# Oficina salitrera Francisco Puelma
La Oficina salitrera Francisco Puelma llamada anteriormente Carmen Alto, comenzó a extraer el mineral en 1907. Ubicada a 300 metros de la estación Carmen Alto del ferrocarril de Antofagasta a Bolivia, en la II Región de Antofagasta, la Oficina se constituyó como una de las representantes más importantes de su rubro debido a su capacidad de producción, número de trabajadores y población de su campamento.
La Oficina, registrada bajo la propiedad de The Lautaro Nitrate Company Ltda., contaba con una moderna planta y equipos eléctricos que le permitían realizar una producción de unos 79.000 quintales mensuales de salitre (unas 3.634 toneladas), constituyéndose como una de las oficinas con mayor capacidad productora de la región.
Las tecnologías que para entonces utilizaba la Oficina explican su lugar preponderante. Contaba, por ejemplo, con una planta de fuerza eléctrica compuesta de 2 turbinas de vapor acopladas a generadores Siemens-Schuckert (1.250 kW/hora). Para el transporte del caliche desde las pampas a la planta de elaboración, disponía de 38 kilómetros de líneas férreas. El material de arrastre se componía de 8 locomotoras a vapor y 2 locomotoras eléctricas, más 118 carros calicheros de distintos tipos y capacidades.

## Composición
El campamento estaba compuesto por un edificio con dos departamentos (uno para el administrador y otro para el sub-administrador); dos chaléts para empleados superiores y otro para el médico. Contaba además con un Edificio-Rancho para empleados solteros, otro que funcionaba como laboratorio y farmacia central, otro como Escritorio General, y otro como Escuela Pública.
El campamento de los obreros, por otra parte, se componía de 27 blocks de una pieza; 184 habitaciones de 2 piezas; y 176 de 3 subdivisiones. El material preponderante en la construcción de los blocks fue el adobe, aunque existían 7 blocks de habitaciones obreras construidas con calaminas.
Destaca también el edificio de la pulpería, administrada por cuenta de la empresa. Esta constaba de distintas secciones que abastecían a la población local bajo el sistema de fichas. Destacan la tienda de géneros, zapatería, abarrotes, carbonería y recova para el menudeo.
En su mejor momento, la Oficina alcanzó los 5.000 habitantes. Sin embargo, tras la crisis del salitre cerró sus puertas en 1932. Apelando a su alto valor histórico, testimonio de la actividad salitrera en el país, las Ruinas de la ex Oficina Salitrera Francisco Puelma fueron declaradas Monumento Histórico en 1989 por el Ministerio de Educación.

## Edificación
Lo oficina fue organizada considerando la topografía del terreno. Se aprovechó una pequeña depresión en sentido oriente-poniente, para segregar el campamento obrero de las viviendas de los empleados y el área industrial, haciendo coincidir el trazado ferroviario con el sentido de la depresión, colocando los principales equipamientos en el área de confluencia de los distintos sectores. El campamento obrero fue dispuesto en trazado octogonal, privilegiando las dos calles paralelas, en el sentido de la pendiente norte-sur, que se relacionaban con la plaza y los equipamientos. Las manzanas se construyeron en forma de rectángulo alargado y daban a las calles por fachada y testero respectivamente. Los tipos de manzanas fueron sumamente variados: las había compactas, de pareos, por fondo de sitio; otras que dejaban paso a un paisaje, evitando los pareos por fondo; algunas constituidas por viviendas que solo se pareaban totalmente; y otras, finalmente, por pareos de dos cuartos para solteros, en las cuales se perdía prácticamente la idea de manzanas, en favor de la idea de bloque. En su mayoría, se disponían paralelas a la cota, a modo de evitar los retranqueos en altura.
Las viviendas de empleados fueron situadas de forma angulada respecto al trazado del campamento, al otro lado de las vías férreas y en contacto con el área industrial. Se trataba de casas de buen tamaño cuyos frentes abrían a una calle, al otro lado de la cual se ubicaba la industria, incluyendo la planta elaboradora, las calderas y chimeneas y el conjunto de bateas, desde las cuales se cargaban los vagones ferroviarios. El área de la maestranza fue posicionada más allá del área de viviendas de empleados y su tamaño da cuenta de la importancia concedida a este medio de transporte. 
Los equipamientos fueron dispuestos ocupando una posición central respecto del conjunto. La plaza y su quiosco constituían el elemento focal sobre el cual se abrían los diversos edificios públicos: escuela y biblioteca, la filarmónica, baños públicos, bienestar, pulpería y mercado, hotel, gimnasio, el teatro y el hospital, situado este detrás de las viviendas de empleados. 
Otro aspecto importante de subrayar en esta oficina es el primer intento en conformar el cierre del conjunto (idea que más tarde alcanzaría esplendor en Chacabuco), aprovechando la disposición lineal de las viviendas y agregando aquí y allá un muro de adobe de buen espesor. 

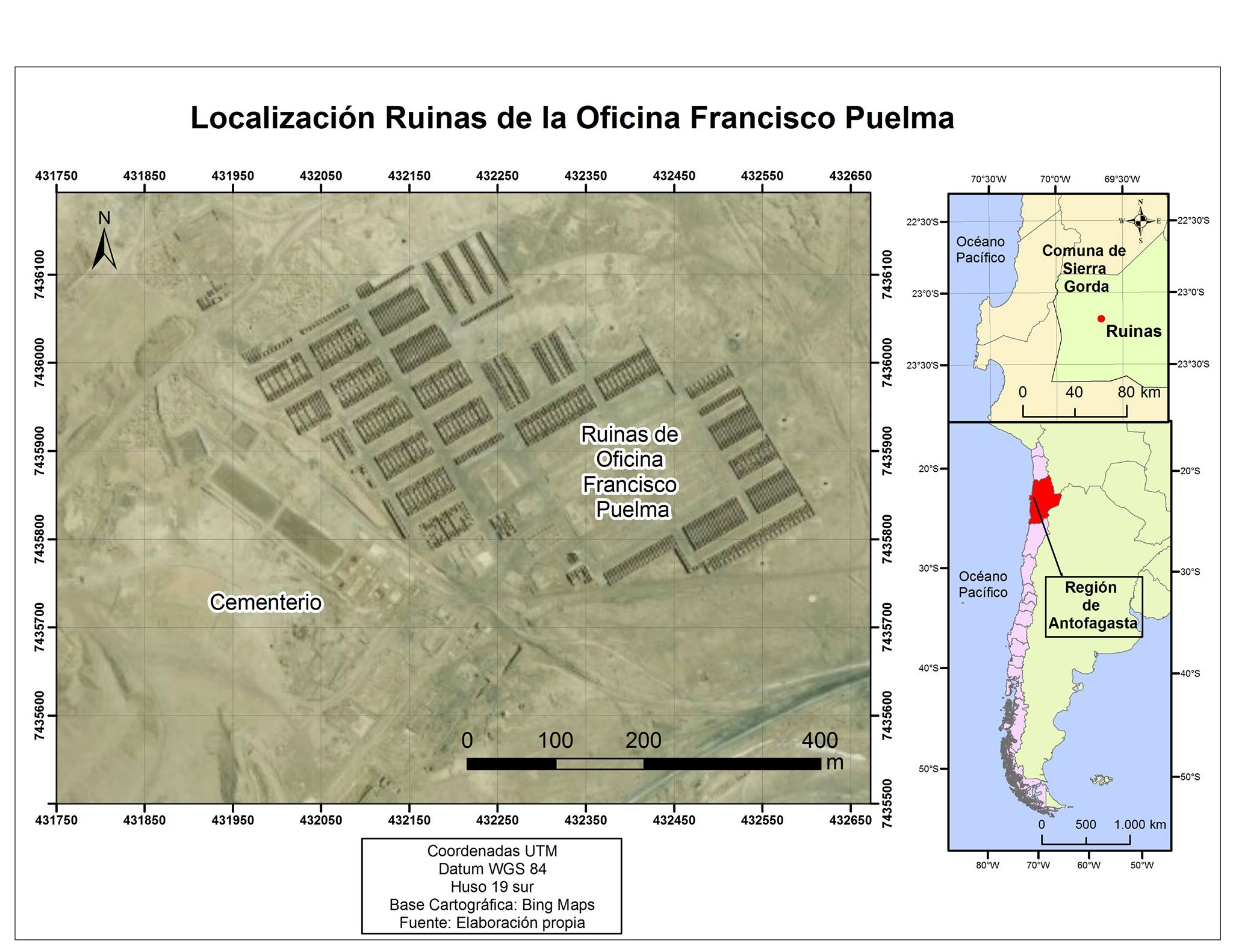
Ubicación y foto aérea de la oficina

## Detalle
Ubicación: Cantón Central, km 122 F.C.A.B. a 300 m de la estación Carmen Alto. 
Procedimiento de extracción: Sistema Shanks. 
Año Inicio/Paralización Producción: 1907-1932.
Número de trabajadores: 1.838. 
Superficie: 40 hB. 
Densidad: 103 hab/ha. 
Producción Anual: 114.000 tons. Métricas. 
Puerto de embarque: Antofagasta. 
Propietarios: The lautaro Nitrate Co. ltd. 
Estado 1997: Ruinoso.  

### Viviendas
- 540 viviendas y 326 cuartos.
- 27 Bloques de casas de familias y obreros solteros.
- Construcción en adobes.
- 258 casas de 1 pieza
- 184 casas de 2 piezas.
- 176 casas de 3 piezas.
- 6 casas de más de 3 piezas.
- 7 Bloques de casas para familia y obreros solteros.
- Construcción de calaminas:

- 68 casas de 1 pieza.
- 169 casas de 2 piezas.

### Otros Edificios
- 1 chalet con 2 departamentos. Residencia

- Administrador y subadministrador.
- 1 chalet con 2 departamentos. Residencia médico o ingeniero
- 2 chalets Empleados Superiores.
- 1 edificio Casa de Administración.
- 1 edificio Laboratorio Central (farmacia).
- 1 edificio Escritorio General.
- 1 edificio Escuela Pública.
- 1 edificio Bienestar.
- 1 edificio Pulpería.
- 1 edificio Teatro.
- 1 edificio Filarrnonica.
- 1 edificio Hospital y Maternidad.

## Galería de fotos

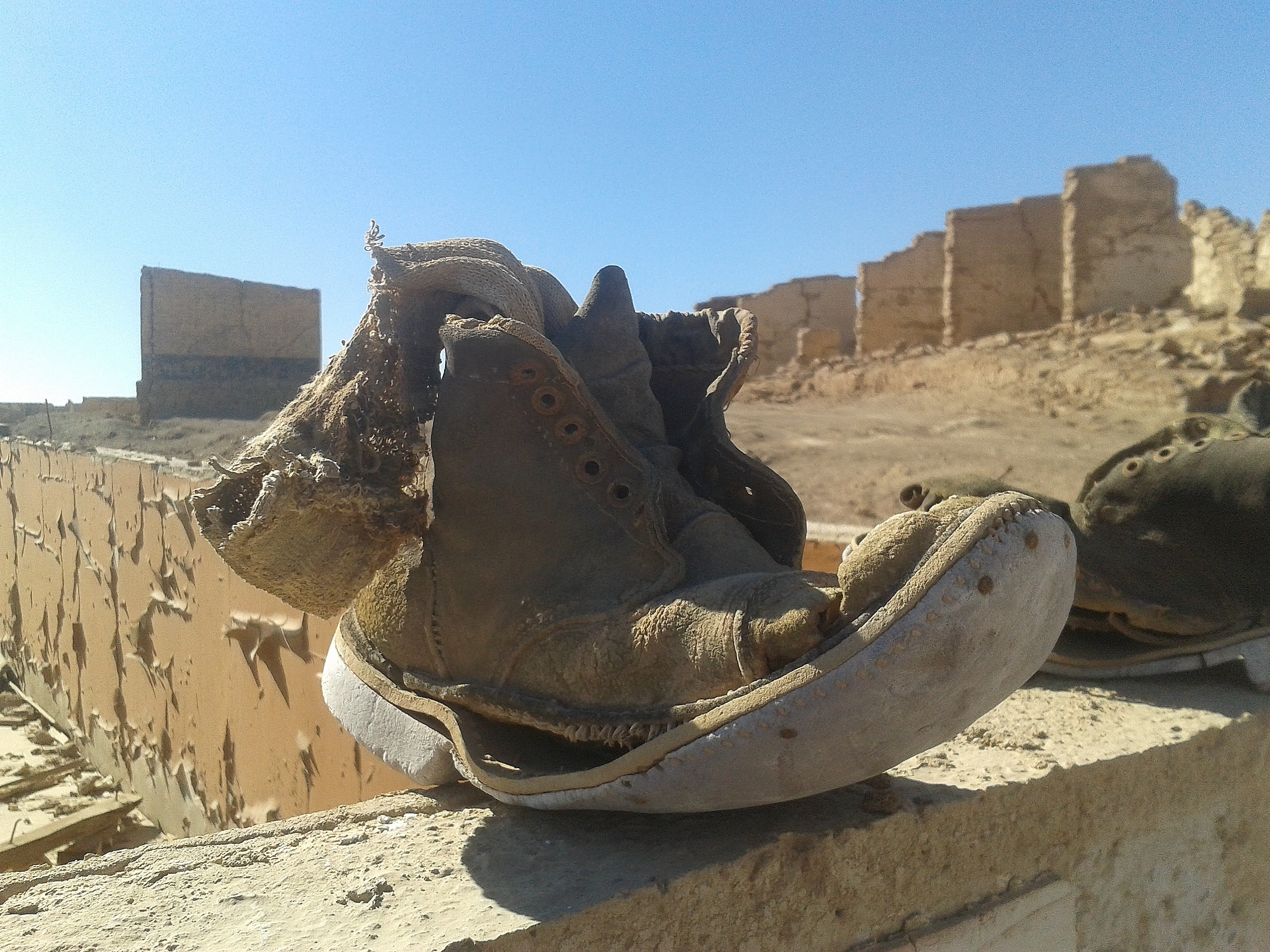
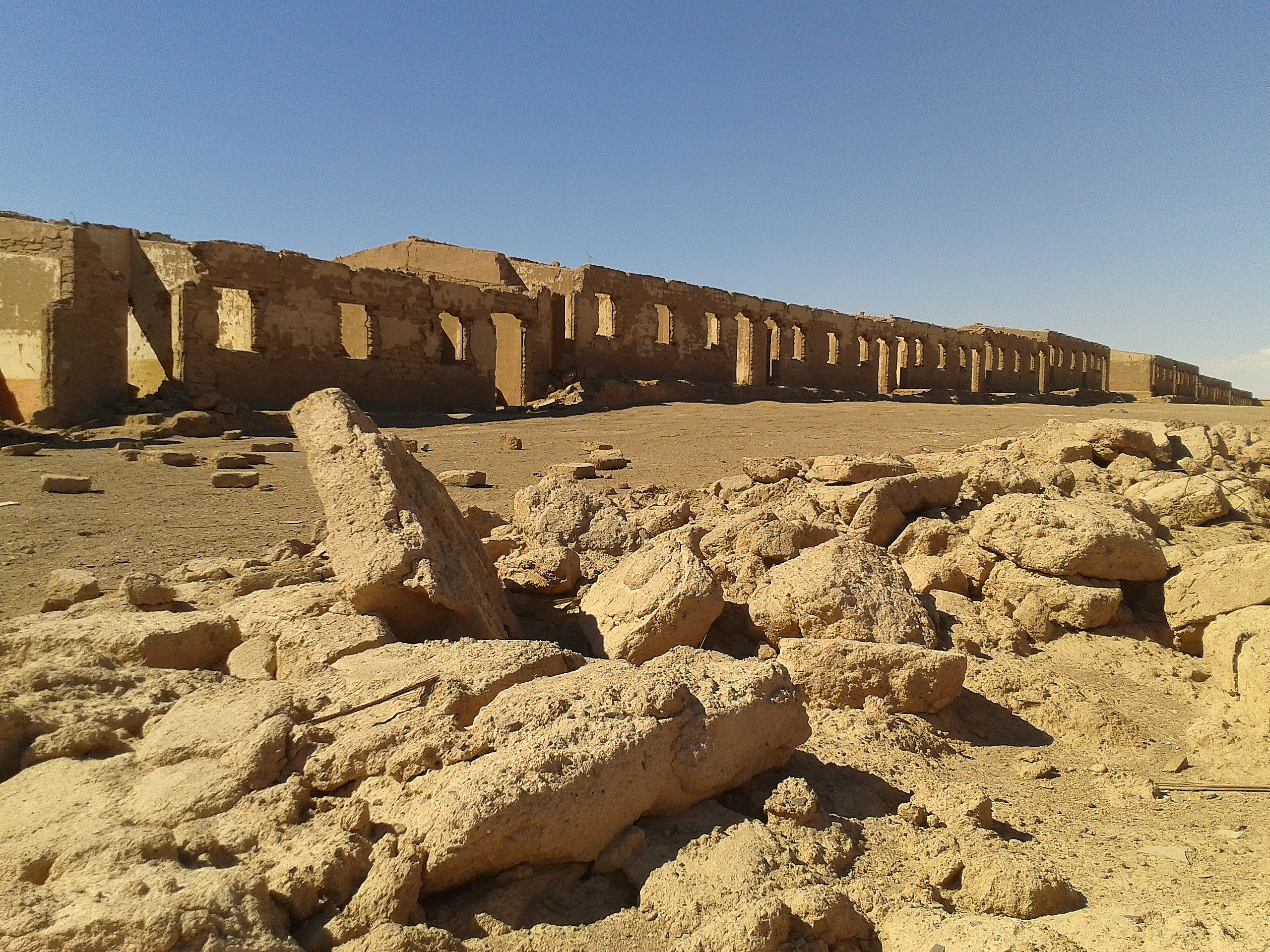
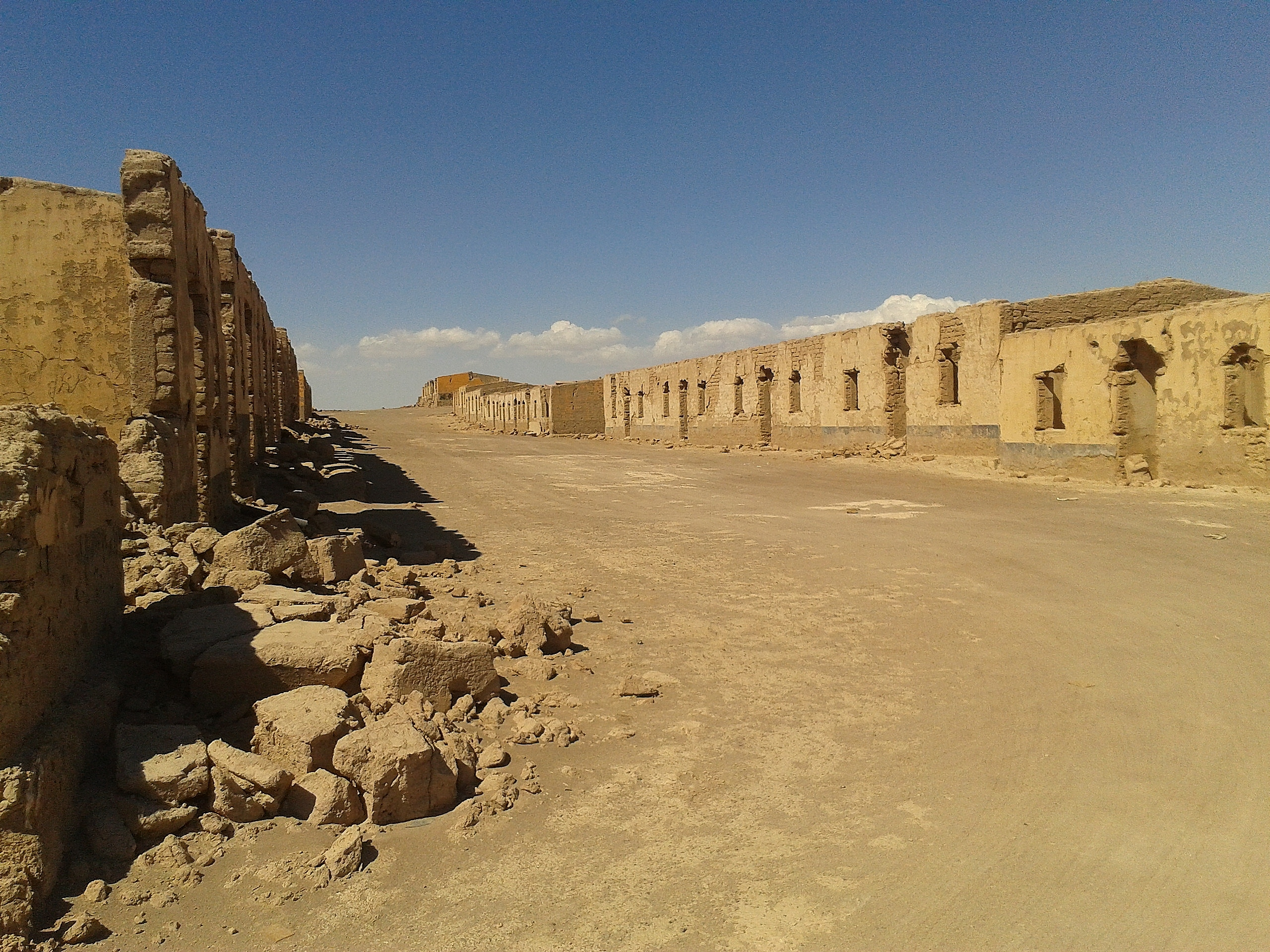
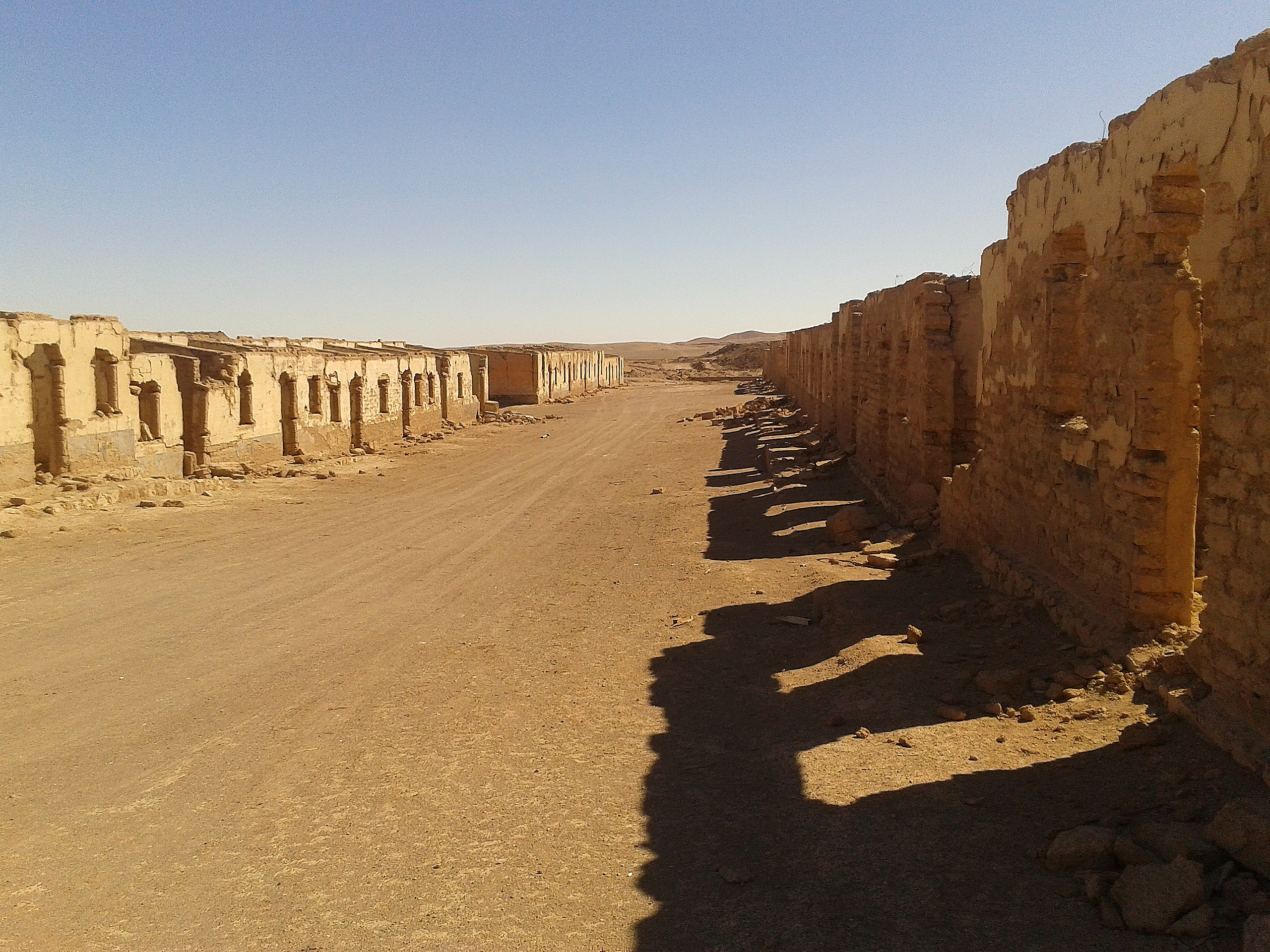
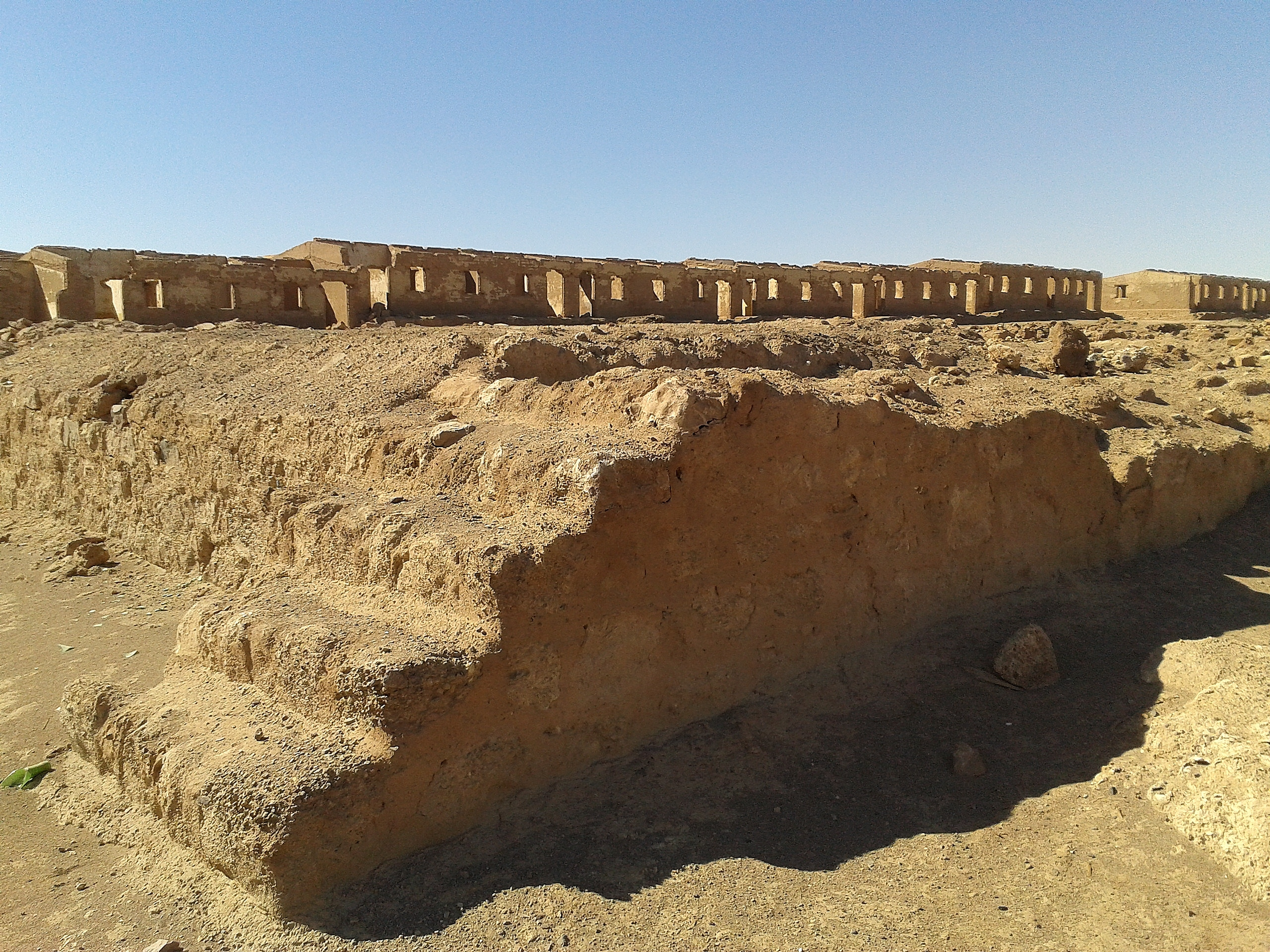
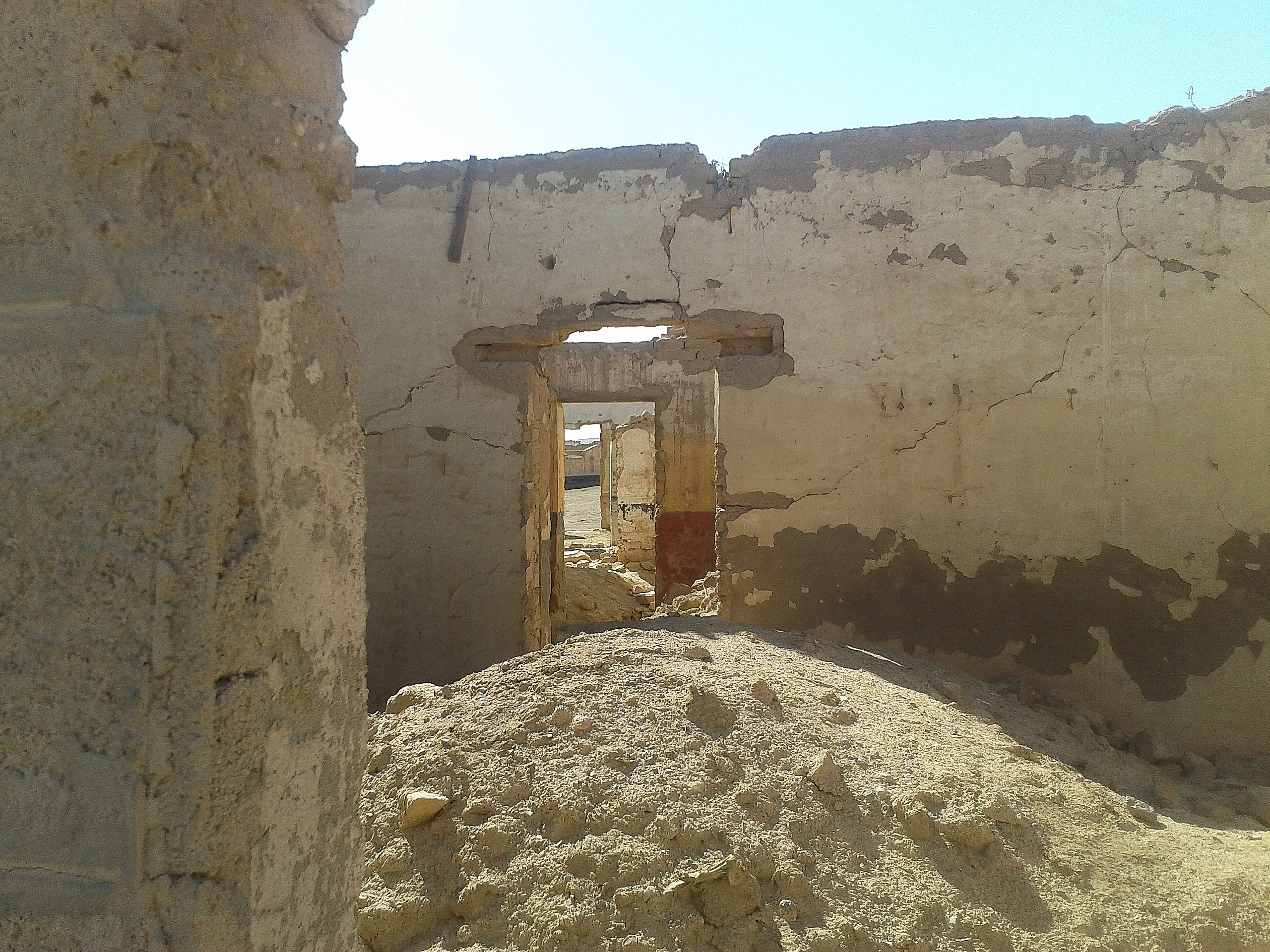
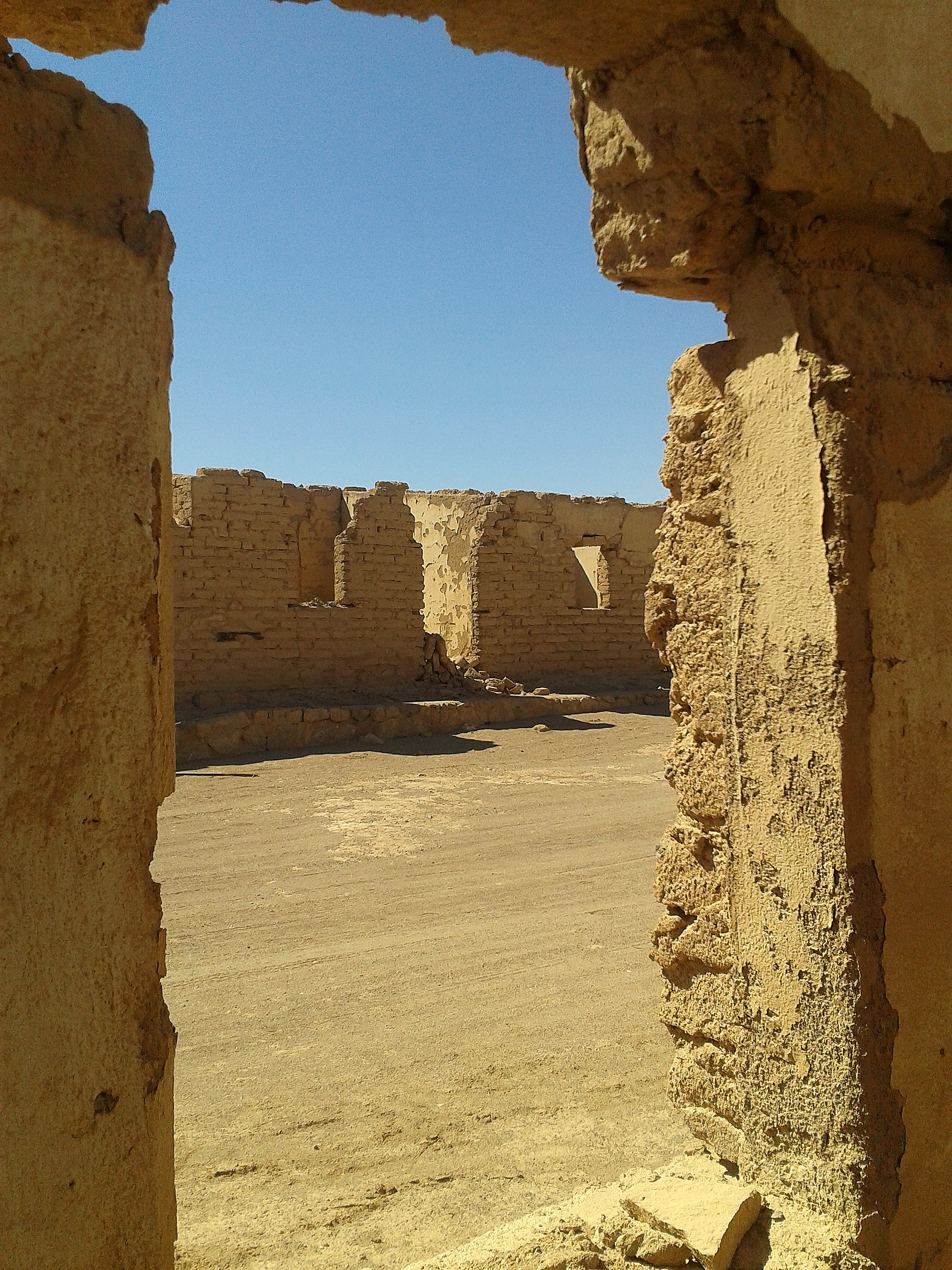
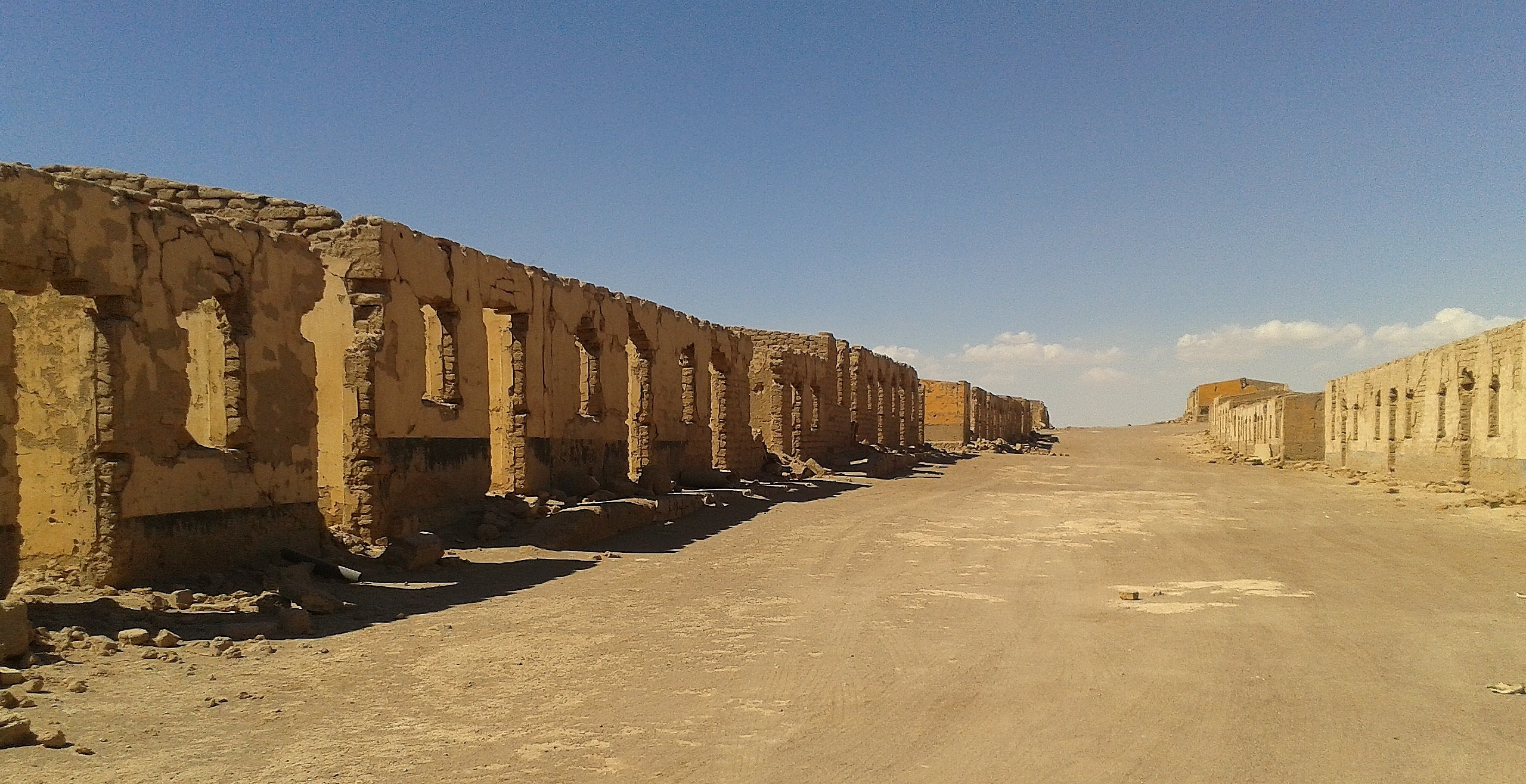
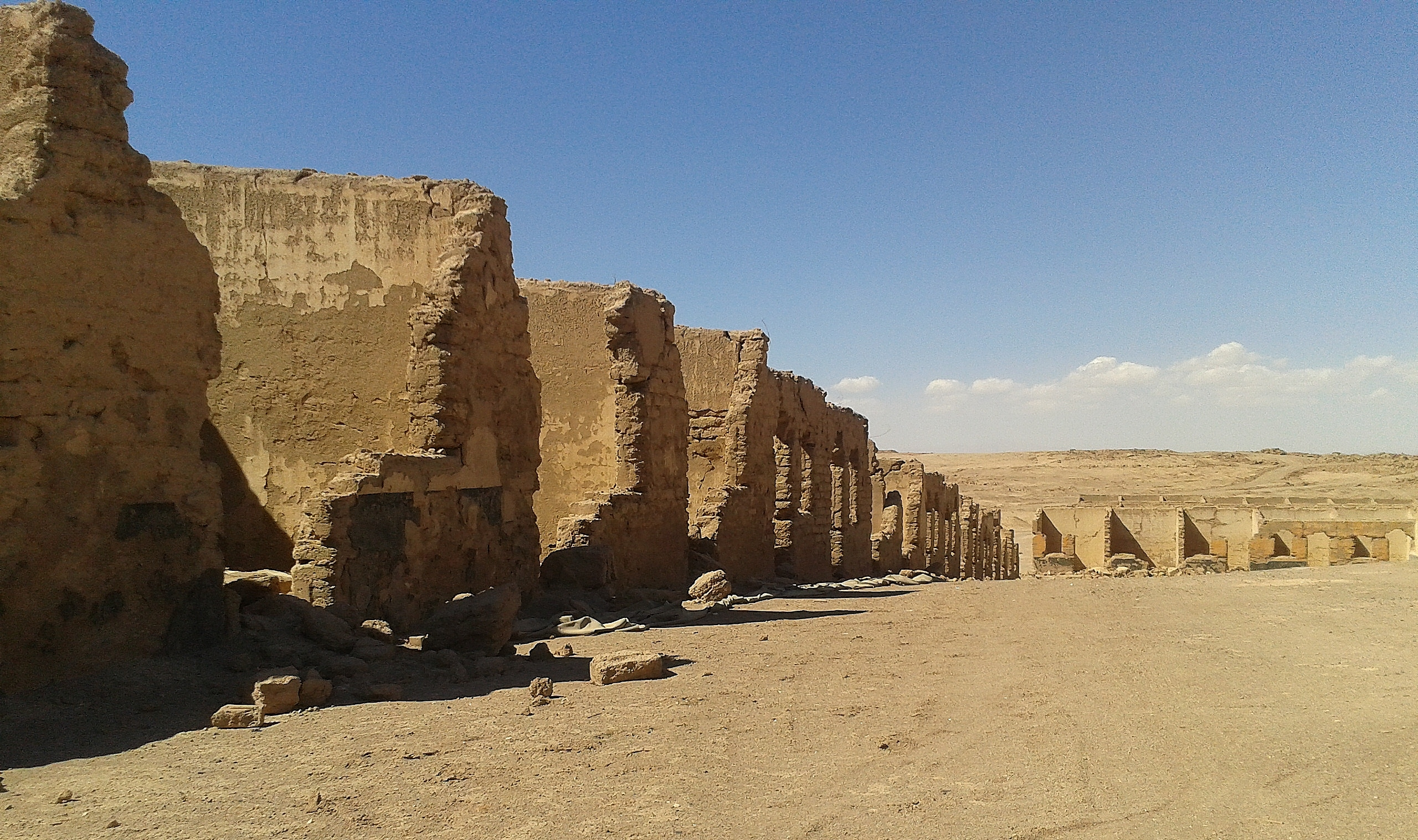

## En la actualidad
Actualmente, funciona en sus terrenos una planta extractora de yodo.